# خبرچینان – پدران و دختران
خبرچینان – پدران و دختران (لهستانی: Odwróceni. Ojcowie i córki) یک مجموعهٔ تلویزیونی دلهره‌آور لهستانی است که در سال ۲۰۱۹ منتشر شد.

## گزیدهٔ بازیگران
- روبرت وینتسکیویچ
- آرتور ژِمیفسکی
- الیزا ریتسمبل
- توماش شوخارت
- ماوگوژاتا فورمنیاک
- آنا درشوفسکا
- وویچیخ ژیلینسکی
- آندژی ژیلینسکی
- آندژی گرابوفسکی
- یانوش خابیور
- یوآنا بالاش
- اولاف لوباشنکو
- میروسواف زبرویویچ
- توماش ژینتک
- مارتسل سابات
- بارتوش گلنر
- توماش شیمشاینر
- ویتولد دنبیتسکی
- زجیسواف کوژنیار